# Paraleptognathia multiserratoides
Paraleptognathia multiserratoides is een naaldkreeftjessoort uit de familie van de Akanthophoreidae. De wetenschappelijke naam van de soort is voor het eerst geldig gepubliceerd in 2004 door Guerrero-Kommritz.